# Sebastian Kneipp
Sebastian Kneipp (Stephansried, Alemania, 17 de mayo de 1821-Wörishofen, 17 de junio de 1897) fue un sacerdote y médico naturista alemán.
Fue uno de los precursores de la hidroterapia y de la medicina natural en la época del renacimiento de la balneoterapia (técnica esta por entonces en desuso en Europa desde la época romana). Su doctrina es conocida como la cura de Kneipp, más moderna que la desarrollada por Vincent Priessnitz, que ha tomado fuerza actualmente dentro del marco de la llamada "medicina alternativa".

## Biografía
Crece en una familia humilde de tejedores en Stephansried, cerca de Múnich. A los 24 años, siendo estudiante de teología, presentaba continuas hemoptisis y enferma de una grave tuberculosis 1, siendo desahuciado. En esos días, pudo leer en una biblioteca de Múnich una obra del médico Johann Siegmud Hahn y encontrar su enfermedad. A la vez comprendió los beneficios del agua fría presentados en el libro. 
Sigue los consejos terapéuticos, y junto a otros monjes que le ayudaron, se sumergió en el agua fría del Danubio 2, y luego abrigaba su cuerpo. Realizaba esta operación varias veces seguidas y durante varios días a la semana. Al poco tiempo se sanó y recuperó completamente su vitalidad contra todo pronóstico médico, llegando a vivir 50 años más de lo dicho por los especialistas.
Con el correr de los años se ordena sacerdote y es enviado como párroco a distintos pueblos y ciudades hasta llegar a Wörishofen, como confesor en el Monasterio de las Dominicas. En ese lugar empieza a utilizar el agua para tratar problemas respiratorios, de arritmias, de insomnio, nerviosos e incluso dolencias del alma y el espíritu.

## La cura de Kneipp
Su sistema médico natural se basaba en los siguientes pilares:
- Hidroterapia: chorros de agua en diferentes partes del cuerpo como los brazos, rodillas y muslos según el tipo de dolencia, a la vez la temperatura ( fría, tibia o caliente) dependía del propósito curativo. Recomendaba caminatas a pies descalzos sobre el rocío del agua en la mañana, entre varias técnicas destinadas a fortalecer el sistema inmunológico, haciendo reaccionar al cuerpo mediante la regulación de su temperatura.

- Terapia nutricional: recomendaba moderación con los alcoholes y el azúcar, y la preferencia de una alimentación naturista, compuesta de abundante fruta y verdura, así como de escaso consumo de carne.

- Ejercicio físico: según su doctrina, la "vida es movimiento", por lo tanto el enfermo debía hacer ejercicios diarios como gimnasia o escalar montañas.

- Fitoterapia: recomendaba el uso de diferentes plantas y hierbas medicinales para los diferentes males.

- Espiritualidad: Kneipp creía que una mente sana lograba un cuerpo pleno y relajado.

Kneipp populariza la Hidroterapia, predicaba el llevar una vida sencilla, y un hecho importante fue que añadió a las prácticas naturistas el uso de la tierra y las plantas medicinales inofensivas 3, antes no tomadas en cuenta como parte de la medicina natural. En su estadía en Wörishofen aplicó su sistema de sanación a millares de personas que acudían en su ayuda, de todas las clases sociales, incluyendo personajes de la nobleza europea que buscaban su ayuda.

## Alumnos ilustres
Kneipp elaboró toda una teoría sobre la utilización del agua y los cambios térmicos debidos a estos tratamientos mediante hidroterapia. El célebre Benedict Lust fue quizás el más destacado de los alumnos de Kneipp.

## Obra
- Kneipp, Sebastian (1898). Método de hidroterapia. Editorial Maxtor. España. ISBN 84-95636-49-2 (Ed. Facsímil).